# Epichirostenotes
Epichirostenotes curriei
Genre
Espèce
Epichirostenotes est un genre éteint de dinosaures à plumes de la famille des Caenagnathidae. Il a vécu au Canada, dans le sud-ouest de la province d'Alberta à la fin du Crétacé supérieur. Le genre est encore mal connu car ses restes fossiles sont peu nombreux et fragmentaires.
L'espèce type, Epichirostenotes curriei, découverte en 1923 en Alberta, a été nommée par Robert M. Sullivan, Steven E. Jasinski et Mark P.A. van Tomme en 2011. En 1997, cet holotype avait été assigné à Chirostenotes pergracilis par Hans-Dieter Sues.

## Étymologie
Le nom de genre vient du grec ancien « épi », « au-dessus, à la surface de », de « cheir »,  « main », et de « stenotes », « étroitesse ». L'ensemble témoigne de la finesse de la main d'Epichirostenotes.

## Datation
L'holotype (ROM 43250) est constitué de fossiles retrouvés dans une strate de grès continentaux de la partie inférieure de la formation de Horseshoe Canyon. Cette couche a été datée en magnétostratigraphie à 72 Ma (millions d'années), soit à la limite entre les étages du Campanien et du Maastrichtien.

## Description
Les restes fossiles d'Epichirostenotes curriei sont peu nombreux, phalanges, métacarpes, os pubien, ils sont de plus mal conservés. La longueur totale de l'animal est estimée à 2 mètres.

## Classification
Dans leur étude phylogénique de 2016, G. Funston et P. J. Currie placent Epichirostenotes currie en groupe frère du célèbre Anzu wyliei, lui aussi nord-américain.